# Teilbare Gruppe
In der Mathematik heißt eine Gruppe G teilbar oder dividierbar, falls man jedes Gruppenelement durch jede natürliche Zahl teilen kann. Gemeint ist damit: Zu jedem Gruppenelement {\displaystyle g} und zu jeder natürlichen Zahl {\displaystyle n} gibt es ein Gruppenelement {\displaystyle x}, so dass
{\displaystyle g=\underbrace {x\ast \ldots \ast x} _{n{\text{-mal}}}}
gilt. Hierbei wurde die Gruppenverknüpfung mit einem Stern {\displaystyle \ast } geschrieben.
Wird (wie bei abelschen Gruppen üblich) die Verknüpfung in der Gruppe als Addition geschrieben, so bedeutet die definierende Bedingung:
Zu jedem {\displaystyle g\in G} und zu jeder natürlichen Zahl {\displaystyle n} gibt es ein {\displaystyle x\in G} mit 
{\displaystyle g=x+\ldots +x=n\cdot x}.
Jedes Gruppenelement {\displaystyle g} ist also durch {\displaystyle n} teilbar. 
Schreibt man die Verknüpfung wie bei allgemeinen Gruppen üblich als Multiplikation, so bedeutet die Bedingung:
Zu jedem {\displaystyle g\in G} und zu jeder natürlichen Zahl {\displaystyle n} gibt es ein {\displaystyle x\in G} mit 
{\displaystyle g=x\cdot \ldots \cdot x=x^{n}.}
Es existiert also eine {\displaystyle n}-te Wurzel aus {\displaystyle g}.
Hintergrund ist die naheliegende Frage: Wann ist eine Zahl {\displaystyle y} durch eine natürliche Zahl {\displaystyle n} teilbar oder dividierbar? Dies wird auf Gruppen verallgemeinert. Schon Euklid beschrieb das Problem: Für welche Zahlen {\displaystyle y} ist die Gleichung {\displaystyle y=x+x=2\cdot x} lösbar. Welche Zahlen sind Vielfache einer gegebenen natürlichen Zahl.
{\displaystyle y=n\cdot x=\underbrace {x+\ldots +x} _{n{\text{-mal}}}}.
Ein auf den ersten Blick anderes Thema behandelt Euklid im 10. Buch und beweist: Es gibt keinen Bruch, welcher die Gleichung {\displaystyle x^{2}=2} löst. Für welche Zahlen {\displaystyle y} ist die Gleichung
{\displaystyle y=\underbrace {x\cdot \ldots \cdot x} _{n{\text{-mal}}}=x^{n}.}
lösbar? Drückt man diese beiden Fragen mit Hilfe von Abbildungen aus, so leuchtet der gemeinsame Hintergrund auf.
- Ist {\displaystyle n\in \mathbb {N} ,n\geq 2}, so ist die Abbildung

{\displaystyle f\colon \mathbb {Z} \ni z\mapsto n\cdot z\in \mathbb {Z} } nicht surjektiv. Aber die Abbildung {\displaystyle f\colon \mathbb {Q} \ni q\mapsto n\cdot q\in \mathbb {Q} } ist surjektiv.
- Die Abbildung {\displaystyle :g\colon \mathbb {Q} \ni q\mapsto q^{n}\in \mathbb {Q} } ist nicht surjektiv. Aber die Abbildung  {\displaystyle f\colon \mathbb {C} \ni z\mapsto z^{n}\in \mathbb {C} } ist  surjektiv.

Diese Beobachtung legt es nahe, von den ganzen Zahlen und den Brüchen zu abstrahieren.

## Definition der teilbaren Gruppe
Für eine Gruppe {\displaystyle G} und eine natürliche Zahl {\displaystyle n} sind folgende Aussagen äquivalent:
1. Für jedes {\displaystyle y\in G} gibt es ein {\displaystyle x\in G} mit {\displaystyle y=x^{n}}.
2. Für jeden Homomorphismus {\displaystyle f\colon n\cdot \mathbb {Z} \rightarrow G} gibt es einen Homomorphismus {\displaystyle f^{*}\colon \mathbb {Z} \rightarrow G} mit {\displaystyle f^{*}\circ \iota =f}. Dabei ist {\displaystyle \iota \colon n\cdot \mathbb {Z} \hookrightarrow \mathbb {Z} } die Inklusionsabbildung.

Trifft eine der Aussagen und damit beide auf die Gruppe {\displaystyle G} zu, so heißt die Gruppe durch {\displaystyle n} teilbar. Die Gruppe heißt teilbar, wenn sie durch jede natürliche Zahl teilbar ist. In der englischen Literatur nennt man solche Gruppen divisible. Manchmal nennt man eine solche Gruppe auch dividierbar. Ist die Gruppe additiv geschrieben, so lautet die Bedingung 1.: {\displaystyle y=n\cdot x}.

## Beispiele
- {\displaystyle \mathbb {Z} } mit der Addition als Verknüpfung ist durch keine natürliche Zahl {\displaystyle >1} teilbar.
- Die Menge der reellen Zahlen mit abbrechendem Dezimalbruch wird zusammen mit der Addition eine Gruppe. Diese ist durch {\displaystyle 2} und {\displaystyle 5} teilbar, aber durch keine andere Primzahl.
- Das wichtigste Beispiel ist die additive Gruppe der rationalen Zahlen {\displaystyle (\mathbb {Q} ,+)}. Hier ist das gesuchte Element sogar eindeutig.
- Die additive Gruppe jedes Vektorraums über den rationalen Zahlen ist teilbar, insbesondere gilt dies für {\displaystyle (\mathbb {Q} ^{n},+),(\mathbb {R} ,+),(\mathbb {C} ,+),(\mathbb {R} ^{n},+),(\mathbb {C} ^{n},+)}
- Ein Gruppenhomomorphismus bildet teilbare Gruppen auf teilbare Gruppen ab, insbesondere sind Quotienten teilbarer Gruppen teilbar: z. B. {\displaystyle (\mathbb {Q} /\mathbb {Z} ,+),(\mathbb {R} /\mathbb {Z} ,+)}
- Eine endliche Gruppe G ist genau dann teilbar, wenn |G|=1, denn sonst ist das Potenzieren mit |G| nicht surjektiv
- Für jede Primzahl p ist die Prüfergruppe {\displaystyle \left(\bigcup _{k\in \mathbb {N} }\left({\frac {1}{p^{k}}}\mathbb {Z} \right)/\mathbb {Z} ,+\right)\subseteq (\mathbb {Q} /\mathbb {Z} ,+)} teilbar.
- die Einheitengruppe der Quaternionen {\displaystyle \mathbb {H} ^{\times }=\left(\mathbb {H} \backslash \{0\},\cdot \right)} ist ein nichtkommutatives Beispiel einer teilbaren Gruppe.
- ein weiteres nichtkommutatives Beispiel ist die dreidimensionale spezielle orthogonale Gruppe {\displaystyle \operatorname {SO} (3)}, die aus den Rotationen im {\displaystyle \mathbb {R} ^{3}} besteht.

## Teilbare Abelsche Gruppen
Für eine abelsche Gruppe {\displaystyle (Q,+)} sind die folgenden Aussagen äquivalent.
1. {\displaystyle Q} ist teilbar.
2. Für alle Untergruppen {\displaystyle n\mathbb {Z} {\overset {\iota }{\hookrightarrow }}\mathbb {Z} } und alle Homomorphismen {\displaystyle f\colon n\mathbb {Z} \rightarrow Q} gibt es einen Homomorphismus {\displaystyle f^{*}\colon \mathbb {Z} \rightarrow Q}, so dass {\displaystyle f^{*}\circ \iota =f} ist. Dabei ist {\displaystyle \iota \colon n\mathbb {Z} \to \mathbb {Z} ,\ x\mapsto x} die Inklusionsabbildung. Das heißt, folgendes Diagramm ist kommutativ.
{\displaystyle {\begin{array}{ccc}n\mathbb {Z} &{\overset {\iota }{\hookrightarrow }}&\mathbb {Z} \\\downarrow f&\swarrow &f^{*}\\Q&&\end{array}}}
3. Zu jedem Monomorphismus {\displaystyle \alpha \colon A\rightarrow B} und jedem {\displaystyle f\colon A\rightarrow Q} gibt es ein {\displaystyle f^{*}\colon B\rightarrow Q} so dass {\displaystyle f=f^{*}\circ \alpha }.
4. Für alle Monomorphismen {\displaystyle \alpha \colon A\rightarrow B} ist die Abbildung {\displaystyle \operatorname {Hom} (\alpha ,Q)\colon \operatorname {Hom} (B,Q)\to \operatorname {Hom} (A,Q),\ f^{*}\mapsto f^{*}\circ \alpha } ein Epimorphismus. Dabei ist {\displaystyle \operatorname {Hom} (A,Q)} die Menge der Homomorphismen {\displaystyle A\rightarrow Q}.

Die Eigenschaft 2 oder 3 besagen, dass {\displaystyle Q} in der Kategorie der abelschen Gruppen ein injektives Objekt ist. Die Äquivalenz von 2. und 3. ist das Baersche Kriterium (nach Reinhold Baer).
Direkte Produkte  von teilbaren – also injektiven – abelschen Gruppen sind teilbar. Dies gilt in jeder Modulkategorie. Die direkte Summe teilbarer Gruppen ist teilbar. Im Allgemeinen ist die direkte Summe von injektiven Moduln nicht injektiv. Das epimorphe Bild einer teilbaren Gruppe ist teilbar. Also ist mit {\displaystyle \mathbb {Q} } auch {\displaystyle \mathbb {Q} /\mathbb {Z} } teilbar. Dies ist eine besonders wichtige teilbare abelsche Gruppe.

## Injektive Hülle

### Es gibt genügend viele injektive Gruppen
{\displaystyle \mathbb {Z} } ist eine Untergruppe der abelschen Gruppe {\displaystyle \mathbb {Q} }. Jede abelsche Gruppe kann monomorph in eine teilbare abelsche Gruppe eingebettet werden.  In der Kategorie der abelschen Gruppen gibt es genügend viele injektive. Daraus ergibt sich:
Für eine abelsche Gruppe sind folgende Aussagen äquivalent:
- G ist injektiv.
- Zu jedem Monomorphismus {\displaystyle \alpha \colon G\rightarrow H} gibt es einen Homomorphismus {\displaystyle \beta \colon H\rightarrow G} mit {\displaystyle \beta \circ \alpha =\mathbf {1} _{G}}. Dabei ist {\displaystyle \mathbf {1} _{G}} die Identität auf G.

Insbesondere ist eine teilbare Gruppe in jeder Obergruppe direkter Summand.

### Injektive Hülle
{\displaystyle \mathbb {Z} } ist in besonderer Weise in der injektiven Gruppe {\displaystyle \mathbb {Q} } enthalten. Ist {\displaystyle \alpha \colon \mathbb {Z} \rightarrow D} ein Monomorphismus in eine beliebige teilbare Gruppe, so gibt es ein {\displaystyle \alpha ^{*}\colon \mathbb {Q} \rightarrow D\quad {\textrm {mit}}\quad \alpha =\alpha ^{*}\circ \iota }. Es ist {\displaystyle \operatorname {Kern} (\alpha ^{*})\cap \mathbb {Z} =\{0\}} und daher {\displaystyle \operatorname {Kern} (\alpha ^{*})=\{0\}}. Daher ist {\displaystyle \alpha ^{*}} ein Monomorphismus. {\displaystyle \mathbb {Q} } ist also bis auf Isomorphie in jeder teilbaren Gruppe enthalten, welche {\displaystyle \mathbb {Z} } enthält. {\displaystyle \mathbb {Q} } ist die injektive Hülle von {\displaystyle \mathbb {Z} }. Die gibt es zu jeder abelschen Gruppe G.
Um dies zu klären, wird die große Untergruppe definiert. 

#### Große Untergruppe
Eine Untergruppe {\displaystyle U\hookrightarrow G} heißt groß in G, wenn {\displaystyle \{0\}} die einzige Untergruppe von G ist, welche mit U den Schnitt {\displaystyle \{0\}} hat. Damit sind die folgenden Aussagen äquivalent:
- Jeder Homomorphismus {\displaystyle \alpha \colon G\rightarrow H} mit {\displaystyle \operatorname {Kern} (\alpha )\cap U=\{0\}} ist ein Monomorphismus.
- Für alle {\displaystyle 0\neq x\in G} gibt es ein {\displaystyle z\in \mathbb {Z} \quad {\textrm {mit}}\quad 0\neq x\cdot z\in U}.

Ein Monomorphismus {\displaystyle \alpha \colon G\rightarrow H} heißt wesentlich, wenn {\displaystyle \alpha (G)} groß in H ist.

#### Existenz injektiver Hülle
Es gilt der folgende Satz:
Zu jeder abelschen Gruppe G gibt es eine teilbare Gruppe D und einen wesentlichen Monomorphismus {\displaystyle \alpha \colon G\rightarrow D}. Dieses D ist bis auf Isomorphie eindeutig. Es heißt injektive Hülle von G und wird manchmal mit {\displaystyle D(G)} bezeichnet.
Diese Aussage gilt in allen Modulkategorien. Jeder Modul {\displaystyle M} über einem unitären Ring {\displaystyle R} hat eine injektive Hülle. {\displaystyle \mathbb {Q} } ist die injektive Hülle von {\displaystyle \mathbb {Z} }. Die Prüfergruppe zur Primzahl p ist injektive Hülle jeder Gruppe der Art {\displaystyle \mathbb {Z} /p^{n}\mathbb {Z} }.

## Struktursatz teilbarer Abelscher Gruppen
Jede teilbare abelsche Gruppe ist isomorph zu einer (möglicherweise unendlichen) direkten Summe von {\displaystyle \mathbb {Q} }-Vektorräumen und Prüfergruppen.

## Die abelsche Gruppe ℚ/ℤ
Eine besondere abelsche Gruppe ist {\displaystyle \mathbb {Q} /\mathbb {Z} }. Sie ist ein starker Helfer beim Aufbau der Theorie abelscher Gruppen.
- {\displaystyle \mathbb {Q} /\mathbb {Z} } ist als epimorphes Bild der teilbaren Gruppe {\displaystyle \mathbb {Q} } selber teilbar und daher injektiv.
- {\displaystyle \mathbb {Q} /\mathbb {Z} } ist isomorph zur Gruppe der Einheitswurzeln in {\displaystyle \mathbb {C} }. Dies ist die Menge aller komplexen Zahlen  {\displaystyle z\in \mathbb {C} }, für die es eine natürliche Zahl n gibt mit {\displaystyle \quad z^{n}=1}.
- {\displaystyle \mathbb {Q} /\mathbb {Z} } enthält eine Kopie einer jeden zyklischen Torsionsgruppe. Das heißt: Zu jeder natürlichen Zahl {\displaystyle n} gibt es einen Monomorphismus {\displaystyle \alpha \colon \mathbb {Z} /n\mathbb {Z} \rightarrow \mathbb {Q} /\mathbb {Z} }.
- {\displaystyle \mathbb {Q} /\mathbb {Z} } enthält also auch die injektive Hülle einer jeden einfachen zyklischen Gruppe {\displaystyle D(\mathbb {Z} /p\mathbb {Z} )}. Dabei ist p eine Primzahl. Das ist die Prüfergruppe. Der Endomorphismering von {\displaystyle D(\mathbb {Z} /p\mathbb {Z} )} ist isomorph zum Ring der P-adischen Zahlen.
- Zu jeder abelschen Gruppe {\displaystyle A} gibt es eine Indexmenge {\displaystyle I} und einen Monomorphismus {\displaystyle \alpha \colon A\rightarrow (\mathbb {Q} /\mathbb {Z} )^{I}}. Man sagt {\displaystyle \mathbb {Q} /\mathbb {Z} } ist ein injektiver Kogenerator in der Kategorie der abelschen Gruppen.
- Der Funktor {\displaystyle \operatorname {Hom} _{\mathbb {Z} }(-,\mathbb {Q} /\mathbb {Z} )} erhält nicht nur exakte Folgen, sondern entdeckt sie auch. Das heißt: Ist {\displaystyle \alpha \colon A\rightarrow B} ein Homomorphismus abelscher Gruppen und ist {\displaystyle \operatorname {Hom} (\alpha ,\mathbb {Q} /\mathbb {Z} )\colon \operatorname {Hom} (B,\mathbb {Q} /\mathbb {Z} )\ni f\mapsto f\alpha \in \operatorname {Hom} (A,\mathbb {Q} /\mathbb {Z} )} ein Epimorphismus, so ist {\displaystyle \alpha } ein Monomorphismus. Hieraus ergibt sich beispielsweise folgender interessante Zusammenhang zwischen teilbaren und torsionsfreien abelschen Gruppen: Eine Gruppe {\displaystyle A} ist genau dann torsionsfrei, wenn {\displaystyle A^{+}:=\operatorname {Hom} _{\mathbb {Z} }(A,\mathbb {Q} /\mathbb {Z} )} teilbar ist.
- Jede endlich erzeugte Torsionsgruppe {\displaystyle A} ist isomorph zu ihrer in diesem Sinne dualen Gruppe {\displaystyle A^{+}}.